# Pellenes gobiensis
Pellenes gobiensis là một loài nhện trong họ Salticidae.
Loài này thuộc chi Pellenes. Pellenes gobiensis được Ehrenfried Schenkel-Haas miêu tả năm 1936.